# ستيفن جاميلل
ستيفن جاميلل (بالإنجليزية: Stephen Gammell)‏ هو رسام توضيحي أمريكي، ولد في 10 فبراير 1943 في دي موين في الولايات المتحدة.

## وصلات خارجية
- ستيفن جاميلل على موقع ميوزك برينز (الإنجليزية)
- ستيفن جاميلل على موقع ديسكوغز (الإنجليزية)